# Faust C.D.
『Faust C.D.』（ファウスト - ）は、日本のバンド毛皮のマリーズの通算3枚目のミニ・アルバムである。2009年4月8日発売。発売元はDECKREC。

## 概要
- 前作「マイ・ネーム・イズ・ロマンス」から5ヶ月で発売された初となるミニアルバム。

## 収録曲
作詞・作曲：志磨遼平、編曲：毛皮のマリーズ
1. おはようミカ[4:35]
2. 人生[2:38]
3. ハートブレイクマン[2:16]
4. 非・生産的人間[1:51]
5. ジャーニー[4:51]
6. ライデイン(愛と笑いのロード)[2:59]